# クレイグ・ジョーンズ (ミュージシャン)
クレイグ・マイケル・ジョーンズ（Craig Michael Jones、1972年2月11日 - ）は、ニックネーム「133」「#5」でも知られる、アイオワ州デモイン出身のヘヴィメタルミュージシャンである。スリップノットのサンプラーとキーボード奏者として知られており、バンドのウェブサイトやYouTubeチャンネルも管理している。

## 経歴
ジョーンズは地元でジョーイ・ジョーディソン（元スリップノットのドラム）とジョシュ・ブレーナード（ボーカル）と共に「Modifidious」というバンドでギタリストとして活動していた。この縁があって1996年半ばにスリップノットのデビューデモである「Mate.Feed.Kill.Repeat.」の録音に参加する。その後、ギタリストのドニー・スティールが脱退しその代役として正式に加入した。しかしバンドに参加して間もなく、バンドの音楽で使用されるメディアサンプルの増加により、サンプラーに専念することになった。これに際して新たなギタリストであるミック・トムソンが加入することになる。後にジョーディソンはこの担当楽器の変更について「満足している」と語っている。BBC Musicはバンドにおけるサンプラーの重要性について評価している。
ジョーンズは、使用しているコンピューターのプロセッサー速度である133 MHzの参照として「133」というニックネームになった。音楽関連のノンフィクション作家であるジョエル・マクアイバーは、この数値は当時「最先端であると考えられていた」と指摘している。
2004年9月、バンドのヨーロッパツアー中にジョーンズは緊急歯科手術のために短期の間出演しないと発表された。この状況についてギタリストのジム・ルートは状況について話し、「毎日彼がいなくて寂しいが、ツアーをキャンセルできなかった」と説明した。
2023年6月8日、脱退を公式ツイッター(現X)でバンド側が発表。

## マスク
当初ジョーンズは演奏時には女性のパンストを被った覆面強盗のような出で立ちだった。後に長い釘が打ち込まれた宇宙飛行士のヘルメットに変更され、マスク自体は僅かな変更があるものの、複数の釘やネジが生えたデザイン自体は現在でも一貫している。

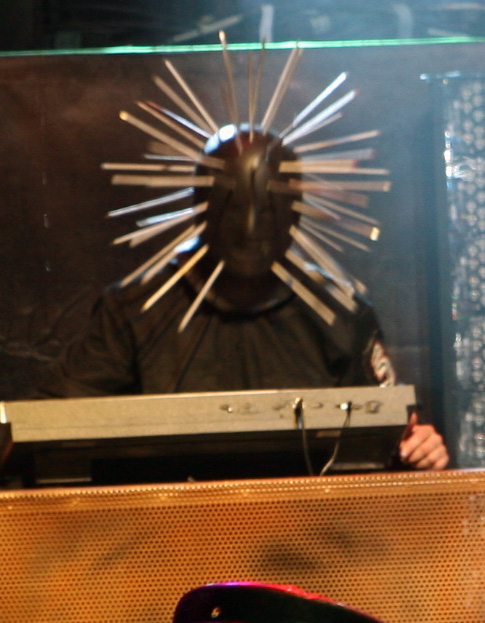
クレイグ・ジョーンズ

## 私生活
ジョーンズはしばしばスリップノットで最もプライベートなメンバーであるとされ、「The Quiet One」というニックネームが付いた。ボーカリストのコリィ・テイラーは、彼の態度を「静かに怖いタイプ」と説明し、スリップノットのプロデューサーであるロス・ロビンソンは、「彼に話をさせようとすると、ただ座って彼を見つめるだろう」と付け加えた。アメリカのデジタル誌「Loudwire」のグラハム・ハートマンは、「ほとんど会話することはない」「周囲から人々を遠ざける」と指摘し、これらの資質がマスクのスタイルに影響を与えたと理論付けた。ガーディアン紙のイアン・ギティンズは、ジョーンズを「明らかに奇妙な人物」と説明し、バンドのマネージャーによるサンプラーのダビングを、テロリストのセオドア・カジンスキーへの言及である「the Unabomber」と引用した。
デビューしてしばらくの頃、「スリップノットにいなかったらどんな仕事をしていたか」と尋ねられたとき、ジョーンズは「一日中倉庫でフォークリフトを運転している」と答えたが、「おそらく外出している」と冗談を言った。その後、自身に「殺し屋」というあだ名をつけ、「音楽がなければ私はきっと殺人者になっていた」と発言した。これらが掲載された出版物の読者から多くの苦情を引き起こし、ロビンソンは「後者のコメントはサンプラーがインタビューで最初に行ったものである」と弁明した。

## ディスコグラフィー
- Slipknot（1999年）
- Iowa（2001年）
- Vol. 3: (The Subliminal Verses)（2004年）
- All Hope Is Gone（2008年）
- .5: The Gray Chapter（2014年）
- We Are Not Your Kind（2019年）

## フィルモグラフィー
- Welcome to Our Neighborhood（1999年）
- Disasterpieces（2002年）
- ローラーボール (2002年の映画)
- Voliminal：Inside the Nine（2006年）
- Nine: The Making of "All Hope Is Gone"（2008年）
- (sic)nesses（2010年）
- Goat（2011年）
- Day of the Gusano: Live in Mexico（2017年）

## 使用機材
- Slipknot（1999年 - 2001年）
  - AKAI MPC2000XL
  - Clavia Nord Lead Synth、ヤマハ Cs6x for 741267000027
  - ローランド JP-8000
  - ヤマハ コントローラー
  - ヤマハ PSR 720
- Iowa（2001年 - 2004年）
  - ローランド SP-808 GrooveSampler
  - ローランド SP-808EX / E-mixステーション
- Vol. 3: (The Subliminal Verses)（2004年 - 2008年）
  - ハードウェアおよびソフトウェアサンプラー
  - コルグ MicroKontrol Midiキーボード/パッドコントローラー
- All Hope Is Gone（2008年 - 2014年）
  - コルグ Kontrol 49 Midiキーボード/パッドコントローラー
  - ケークウォーク

## 参照資料
- Arnopp, Jason (May 31, 2011), Slipknot: Inside the Sickness, Behind the Masks, Random House, ISBN 978-0091879334
- McIver, Joel (March 7, 2012), Slipknot: All Hope Is Gone, Music Sales Group, ISBN 978-1780383101
- McIver, Joel (September 1, 2003), Slipknot Unmasked (Again), Omnibus Press, ISBN 978-0711997646